# Kutyahám

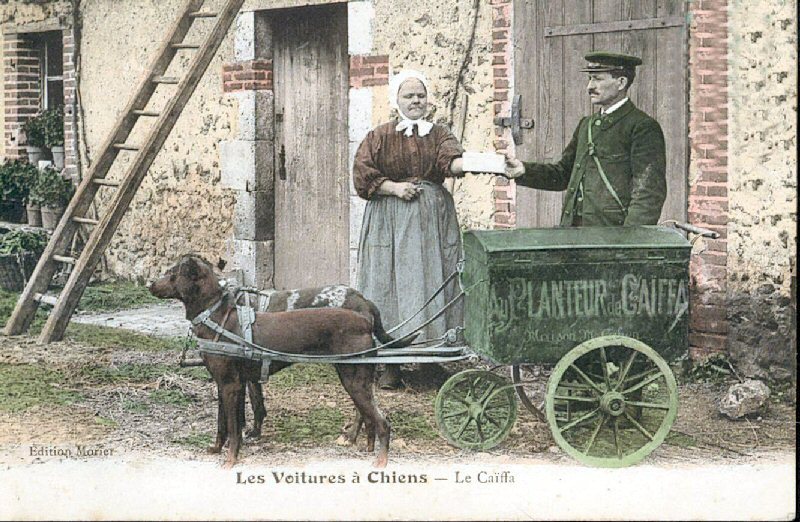
Egy kutyák vontatta kocsi

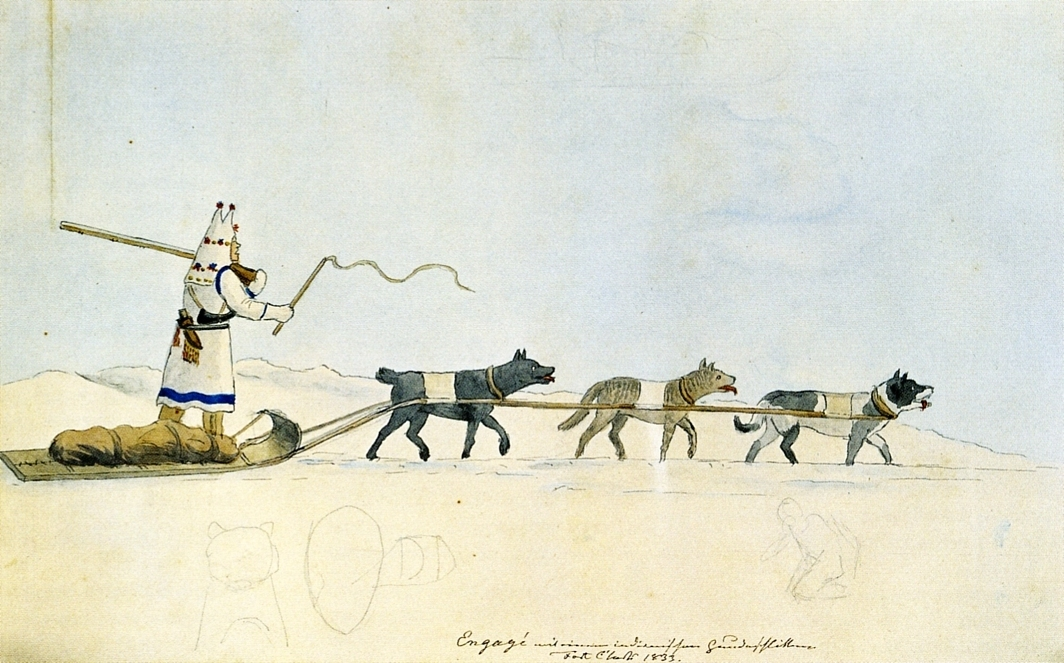
Szánhúzó kutyák egy 19. századi festményen

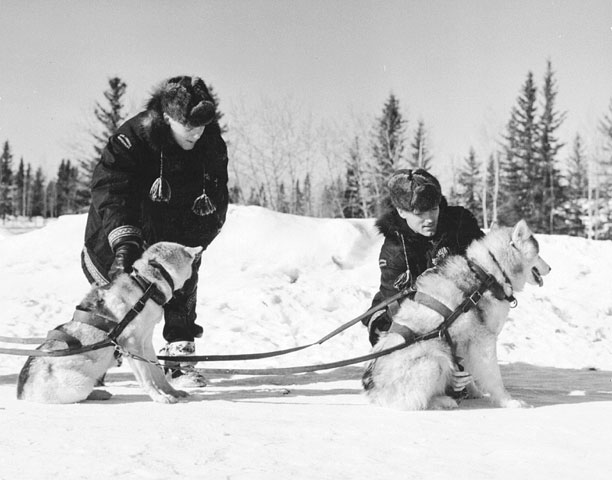
Szánhúzó kutyák kutyahámban

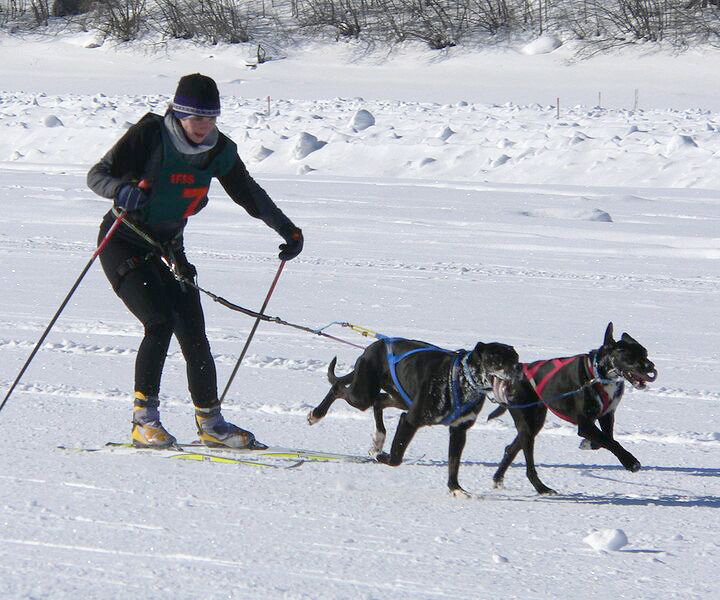
Síjöring-versenyző kutyával

A kutyahám egy részben hevederekből álló eszköz, mely körbeveszi a kutya törzsét. A kutya vezetésére, megtartására, emelésére vagy a húzóerő kihasználására szolgál. A kutyahám általános feladata a nyakörv helyettesítése. Kíméli a nyakat és szabad légzést biztosít a mindennapi sétáltatások során. Az olyan sportágakban, mint a síjöring, vagy a kutyaszánhajtás, amelyekben a kutya húzóerejét használják, a hám hatékony erőhasználatot biztosít a mozgásszabadság megőrzése mellett.

## A kutyahám története
Régészeti leletek (hámok, veretek, képi ábrázolások) tanúsítják, hogy az emberiség évezredek óta használja a kutyákat teherhordásra, kis kocsik vagy szánok vontatására. Munka~ és mentő kutyák szolgáltak az első világháborúban és a második világháborúban is. A kutyahámok a későbbiekben elterjedtek a segítő kutyák által használt felszerelések között is.
A régészeti bizonyítékok azt mutatják, hogy az emberek körülbelül 10 000 évvel ezelőtt már tudatosan tenyésztették a kutyáikat a szánhúzásra. Az északi félteke legészakibb szárazföldi részein és a sarkvidéki szigeteken a kutyacsontvázak mellett több helyen is előkerültek ilyen leletek, például karikák és a gyeplőt a szánokkal összekötő részek.

## A kutyahámok típusai
Napjainkban a kutyahámot leggyakrabban a mindennapi kutyasétáltatások során használják. Egészségügyi okokból a népszerűsége folyamatosan növekszik. Kistestű kutyások körében különösen közkedvelt.  A kutyahámon általában egy vagy több karika is található, ehhez csatlakoztatható a póráz. Gyakran fogó is található rajta.
A kutyahámok esetében hangsúlyozottan fontos a megfelelő méretválasztás. A túl kicsi hám ugyanis kényelmetlen lehet a kutya számára. A túl nagy vagy rosszul beállított hámból pedig ki is bújhat az állat. A kutyahám általában több ponton állítható, helyes méretválasztás esetén a kutya testére szabható.
Alkalmazási terület és felépítés szempontjából a kutyahámnak többféle típusa is van.

### Korlátozó hám
A korlátozó hámok működésük révén erő alkalmazása esetén kényelmetlenséggel járnak az állat számára és így ösztönzik a viselőt viselkedésének megváltoztatására. Amikor a kutya erősen húz, a hámban lévő heveder megfeszül  a kutya testén, amelyet a kutya csak úgy szüntethet meg, ha nem húz.

### Szügyhám
A szügyhámot egy mellövvel és egy hasi hevederrel rögzítik a kutya testén. A mellöv a szegycsont magasságában, a két vállízület között vízszintesen húzódik. A szügyhám nyeregrészes és nyeregrész nélküli változatban is létezik. Könnyen feladható hámtípus. A felhasznált anyagok bőr, nejlon vagy akár polár vagy neoprén béléssel ellátott hevederek. Ez a hámtípus eredetileg az ősi Kína területéről származik, igavonó állatokon való első ábrázolásai i.e. 150-re tehetők. Európai elterjedésében nagy szerepe volt a vándor, hódító népeknek, mint a avarok, hunok, magyarok. Lovaknál a mai napig használják az átlagos, könnyű terepeken kocsihúzáshoz. Ennek ékes példája a berlini Brandenburgi kapu tetején látható négylovas szobor. Manapság a lovasok körében a szügyhám egyszerűsége miatt a legtöbbet használt hám a fogathajtó szabadidős tevékenység területén.
Nehéz terhek húzására kevésbé alkalmas, mivel a szíjazat felfekvési területe kisebb mint a kumet hámoknál. Teherhúzás esetén a szügyhám kevésbé hatékony mint a kumet (Y kialakítású) hámok, mert a kutya gerincvonal melletti izomzatának és a hátsó lábainak ereje nem érvényesül megfelelően. Ennek köszönhetően a kutyával kapcsolatba hozható teherhúzó sportokban a szügyhámot egyáltalán nem használják. A hámtípus előnyei a hétköznapi, városi használatban érezhetőek igazán, és a szolgálati kutyás világban is gyakran használják.
Egy olyan hámmal, amely a nyak területét szabadon tartja, amikor a kutya a pórázon húz vagy vissza kell húzni, elkerülhető a légcsőre nehezedő nyomás, amely korlátozza a légzést és Tracheális összeomlást idézheti elő az arra hajlamos kutyáknál. Ennek megelőzéséhez a nyakörv alternatívájaként szolgál a szügyhám, mely elengedhetetlen azoknál a kutyáknál, akik a Tracheális összeomlásra hajlamosak.

### Y-kutyahám
Az Y-kutyahám hevederei a nyak- és vállízület között helyezkednek el, és körbeveszik a kutya nyakát. Ezáltal optimálisan kihasználja az állat húzóerejét. Felépítése miatt a feladása és a beállítása bonyolultabb, mint a szügyhám esetében.

### Belelépős kutyahám
Belelépős kutyahámnak nevezik azokat a hámokat, amelyekbe a kutyának a mellső lábaival bele kell lépni. A hámot ezt követően a kutya hátán csatolják össze. Ijedős kutyáknak ajánlott, amelyek nem szeretik, ha bele kell bújniuk a hámba.

## Speciális hámok

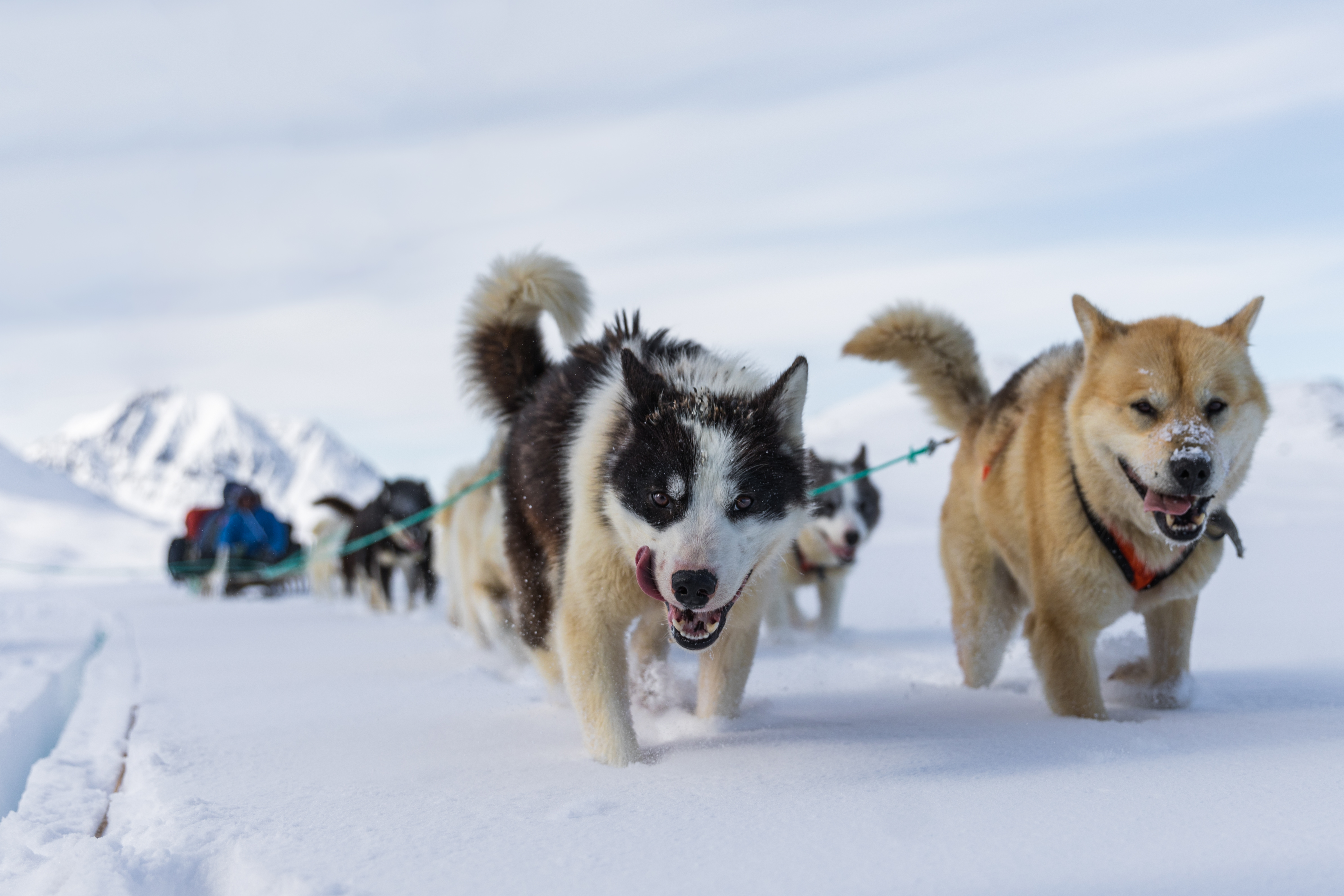
Szánhúzó kutyahám

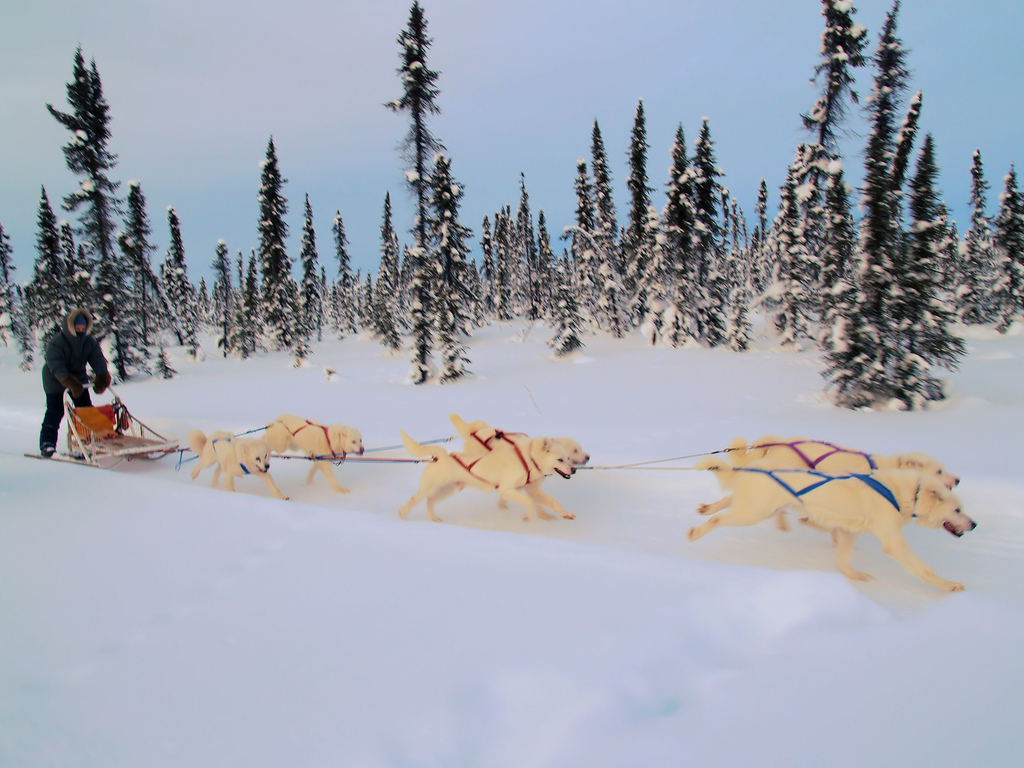
Szánhúzó kutyák húzóhámban

### Húzóhám
Futáshoz, biciklizéshez, szánhúzáshoz vagy súlyhúzáshoz használt hámok. Futáshoz és szánhúzáshoz többnyire úgynevezett X-back hámot használnak. Ez egy rövidebb, a kutya törzsénél nem hosszabb, könnyű hám, melynél a háton a hevederek X alakban keresztezik egymást. Nagy súlyok húzásához általában szélesebb mellhevederű, vastagabban bélelt hámot használnak. Ezeknél a hevederek a háton H alakban futnak, emiatt az ilyen hámokat H-back hámnak is nevezik.  

### Rehabilitációs kutyahám
Többféle típusa van attól függően, hogy a kutya mely testtájain van szükség segítségre. A segítő személy a hámon található fogóval, kiegészítő hevederekkel tudja megemelni a kutyát. Korlátozódhat csak az elülső/hátsó testére, esetleg egy végtagra, de a kutya teljes testét is tehermentesítheti.  
Szolgálati kutyahám
Hivatalos szervek számára készült, megerősített kutyahám vagy mellény. Általában szügyhám kialakítású hámok, széles hevederrel és jól látható háti elemmel, nyeregrésszel kombinálva. Kiegészítő eszközök, például GPS nyomkövető, lámpa elhelyezésére is alkalmas. Az igényeknek megfelelően további specializáció lehetséges: golyóálló; ereszkedésre alkalmas; mantrailing hám, stb.

### Segítőkutya-hám

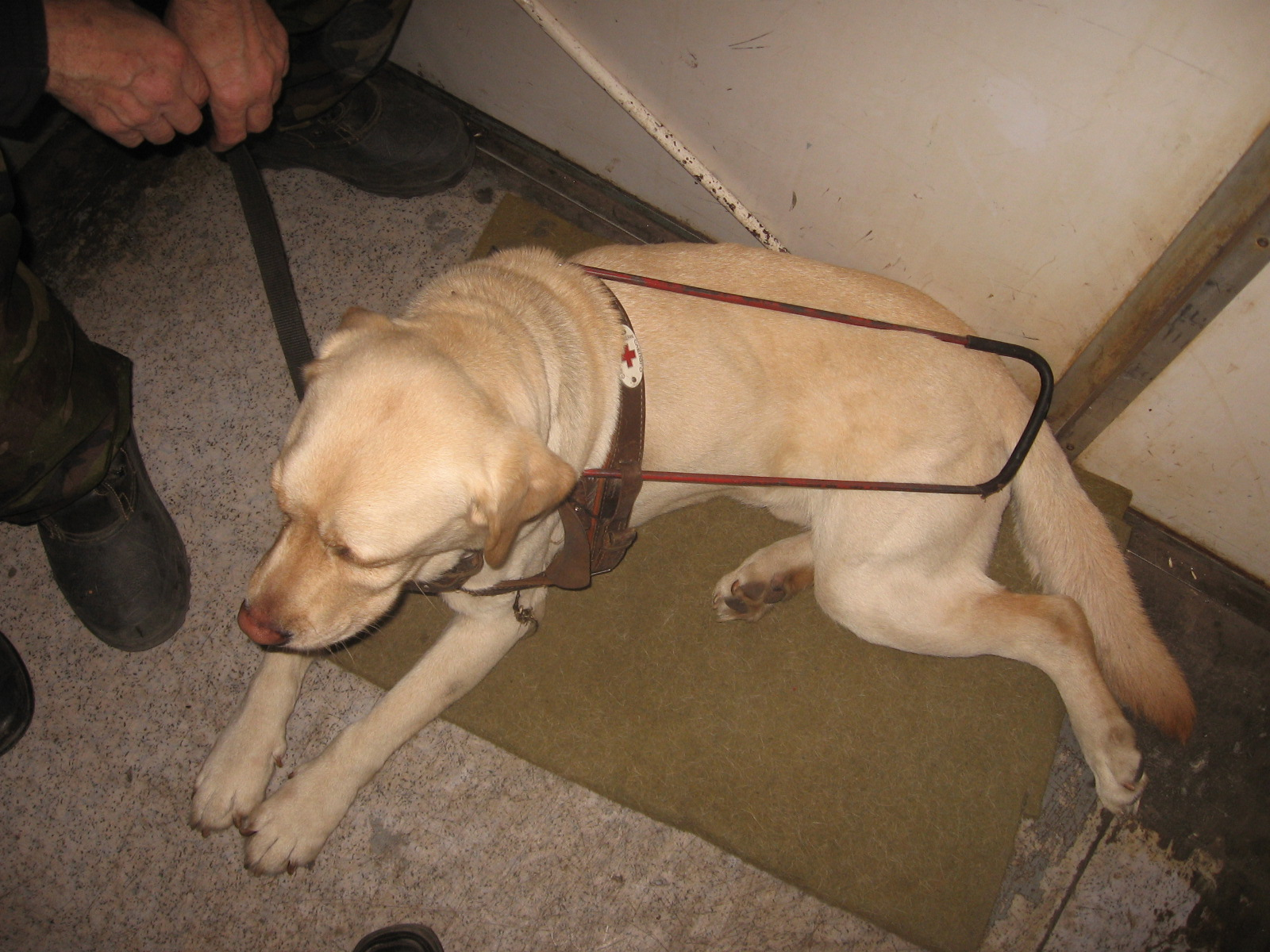
Segítőkutya-hám hosszú fémfogóval

Rendszerint fogóval és nyeregrésszel ellátott szügyhámok. A vakvezető kutyahámok hosszú fémfogóval is rendelkeznek. A segítőkutya-hámokon többnyire jól látható megkülönböztető jelzés található.

## Hámok egyedivé alakítása
A hámok háti eleme vagy nyeregrésze lehetőséget ad arra, hogy az állat tulajdonosa információt közöljön rajta. Szolgálati és segítőkutyák esetében egy itt elhelyezett szimbólum vagy felirat egyértelmű jelzés a környezet számára, de a hobbikutyások körében is népszerűek az egyedi feliratok. A feliratokat általában tépőzárral rögzítik a kutyahámon.